# FS (album)
FS è il nono album in studio dei New Trolls, pubblicato nel 1981.

## Il disco
L'album è un ritorno alla forma concept già sperimentata con Senza orario senza bandiera: qui il filo conduttore è rappresentato dal treno, da cui il titolo.
Il disco fu registrato presso gli studi Idea Recording da André Harwood; le fotografie sono  di Ilvio Gallo.
Si tratta del primo album registrato dopo l'abbandono di Giorgio Usai e Giorgio D'Adamo.
Anche se accreditati a tutti i componenti del gruppo, i testi dei brani sono di Vittorio De Scalzi.

## Tracce
LATO A
1. Il treno (Tigre - E 633 - 1979)
2. La signora senza anelli
3. L'uomo in blu
4. Stelle nelle tue mani

LATO B
1. Gilda 1929
2. Quella luna dolce
3. Il serpente
4. La mia canzone
5. Strano vagabondo

## Formazione
- Vittorio De Scalzi - voce, tastiere
- Nico Di Palo - chitarra, basso, voce
- Ricky Belloni - chitarra, basso, voce
- Gianni Belleno - batteria, percussioni, voce